# معركة ترانسيلفانيا
معركة ترانسيلفانيا (بالإنجليزية: Battle of Transylvania) هي أولى العمليات العسكرية لحملة رومانيا خلال الحرب العالمية الأولى.

## المعركة

### هجوم رومانيا (27 أغسطس - 18 سبتمبر)
في ليلة 27 أغسطس, عبرت ثلاث جيوش رومانية جبال الكاربات, والتقوا مقاومة متفرقة فقط من القوات النمساوية المجرية. تم تنفيذ الخطة الرومانية (الخطة زي) من خلال التقدم السريع لمدينة موريش المهمة الاستراتيجيا مع بودابيست كهدف نهائي، فتقدم الجيش الثاني، مع الجيشين الأول والرابع على أطرافه. وعبر الجيش الثاني الحدود ليلة 27-28 أغسطس ومتقدمة في ترانسيلفانيا.
في المرحلة الأولى من الهجوم (27 أغسطس - 2 سبتمبر) غزا الجيش الثاني مدن ليبسا وبوتنا وناروجا و قرى زابالا وتقدمت نحو كوفاسنا. ودارت معارك ضاربة في فاما بوزفالوي، وتمكن الرومانيين من الاستيلاء على المدينة واوقعوا خسائر فادحة بالقوات المعادية حيث قتل وجرح 132 جندي واسر 492 جندي. وفي 29 أغسطس استولت القوات على مدينة براشوف, ويوم 31 أغسطس تم السيطرة على أربع قرى، وفي 2 سبتمبر كانت المرحلة الأولى من الهجوم الروماني أكبر، مع وصول الجيش الثاني إلى خط كاتالينا ـ زابالا ـ دوبيرلاو ـ فلاديني ـ فيلديوارا ـ بريجمير. إلى الشمال من الجيش الثاني غزا الجيش الرابع ممر توشليش وتقدمت غربا. إلى الغرب، عبر الجيش الأول الحدود واستولى على مدينة أورشافا قبل التقدم إلى مشارف سيبيو.
وفي المرحلة الثانية من الهجوم الروماني (
3-10 سبتمبر), عبر الجيش الثاني نهر أولت واحكمت سيطرتها على مدينة سفنتو جيورجي يوم 7 سبتمبر. وبحلول نهاية المرحلة الثانية سيطر الجيش الثاني على مدن الكساد و براشوف والوصول إلى خط كاتالينا ـ أرسوس ـ فيلتشيلي ـ سينسا فيشي ـ سيرسايا ـ فيلدورا.